# 维多利亚·瓜齐尼
维多利亚·瓜齐尼（義大利語：Vittoria Guazzini，2000年12月26日—），意大利女子自行车运动员，2022年世界公路自行车锦标赛女子23岁以下计时赛金牌得主和混合团体接力银牌得主、2022年世界场地自行车锦标赛女子团体追逐赛金牌得主。